# Monument national marin de Papahānaumokuākea
Le monument national marin de Papahānaumokuākea (en anglais : Papahānaumokuākea Marine National Monument), dénommé avant 2006 monument national marin des îles hawaïennes du Nord-Ouest (Northwestern Hawaiian Islands Marine National Monument) et plus connu sous le nom de Papahānaumokuākea, est un monument national américain inscrit sur la liste du patrimoine mondial de l'UNESCO. 
Cette aire marine protégée est parmi les plus grandes du monde.

## Étymologie
Papahānaumokuākea provient du nom de la déesse hawaïenne Papahānaumoku.

## Historique
L'espace est initialement protégé au niveau local. C'est en visionnant le film de Jean-Michel Cousteau, Voyage to Kure, que le président George W. Bush a pris la décision de créer ce monument national qui passe ainsi sous statut fédéral en 2006. Ce type d'aire protégée couvre à sa création environ 360 000 km2 d'océan et englobe dix petites îles inhabitées dans le Nord-Ouest de l'État d'Hawaï.
Le 30 juillet 2010, ce sanctuaire marin mais aussi ensemble culturel a été inscrite sur la liste du patrimoine mondial. Ce bien y est décrit comme ayant « une signification cosmologique pour les natifs hawaïens, en tant qu'environnement ancestral, incarnation du concept de parenté entre les hommes et le monde naturel, berceau de la vie et terre d'accueil des esprits après la mort ». 
En 2016, Brian Schatz, sénateur fédéral d'Hawaï, demande au président Barack Obama — qui est né sur l’archipel — d'agrandir le périmètre de l'aire protégée en faisant passer sa surface de 360 000 km2 à 1,5 million km2 environ, pour en faire la plus vaste aire marine protégée au monde (devant l’aire marine protégée calédonienne créée en 2014 sur 1,291 millions km2), ceci afin de préserver davantage de fonds marins et d'augmenter l'attrait touristique de l'archipel — le tourisme de nature se portant bien aux États-Unis avec un record battu en 2015 (environ 305 millions de visiteurs accueillis dans les parcs nationaux américains). Selon l'ONG PEW, c'est un souhait partagé dans le peuple hawaïen. Le président officialise son accord au projet lors de son déplacement sur place le 31 août 2016 et invoque l'Antiquities Act de 1906 pour en faire la plus grande réserve de faune et flore marine au monde. Quand l'ordre exécutif de ce dernier entrera en vigueur, le parc fera environ 1 500 000 km2. 
En superficie, il est dépassé depuis 2017 par le Marae Moana dans les îles Cook avec 1 900 000 km2.

## Géographie
Ces îles s'étendent sur environ 1 931 km de long et sont situées à près de 250 km au nord-ouest du principal archipel hawaïen. L'aire marine protégée entoure la partie nord et inhabitée des îles Hawaï et abrite plus de 7 000 espèces maritimes et terrestres, dont environ un quart sont endémiques. En 2016, il s'agit de la 10e aire marine protégée du monde par sa taille.
Sur les îles de Nihoa et de Mokumanamana, se retrouvent des vestiges archéologiques relatifs au peuplement pré-européen.
Seulement 3 % de ses fonds marins sont cartographiés en 2024 ; parmi les structures géologiques, se trouvent notamment la dorsale Liliʻuokalani et le mont sous-marin Nootka.

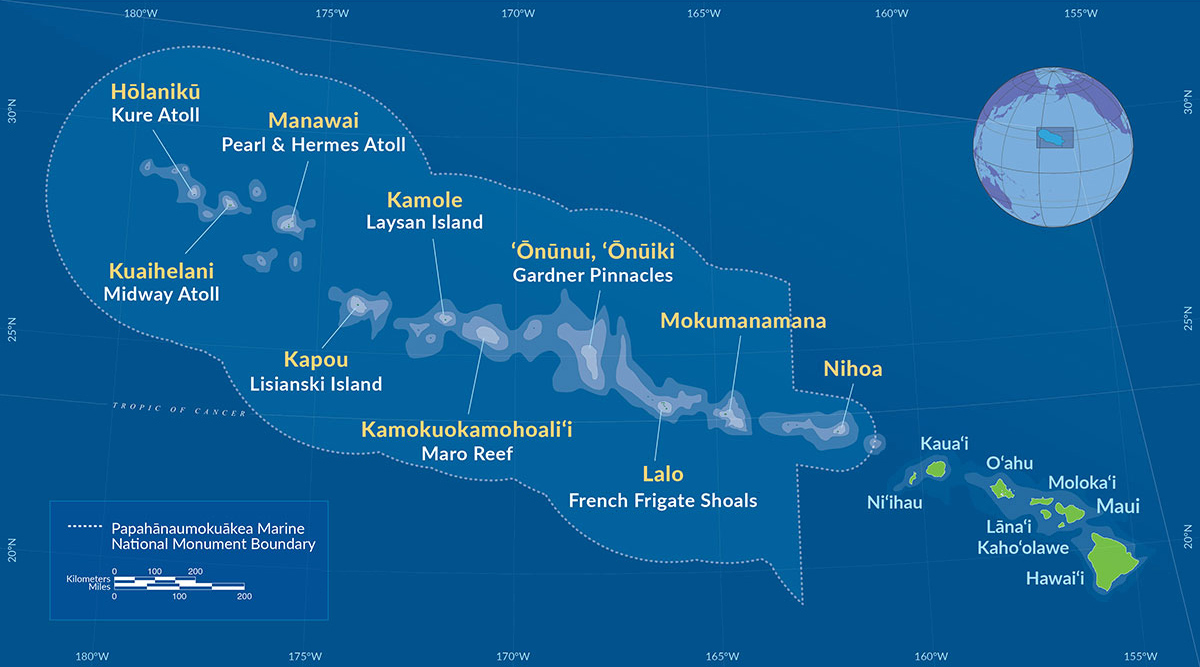
Les îles hawaïennes du Nord-Ouest formant le monument national marin de Papahānaumokuākea.